# Kasteel van Beusdael
Het Kasteel van Beusdael is een kasteel in het gehucht Beusdael in de deelgemeente Sippenaeken van de gemeente Plombières in de Belgische provincie Luik tegen de grens met Nederland. Het kasteel ligt aan de Rue de Beusdael en wordt omgeven door een gracht gevuld met water.
Het kasteel ligt in een laagte in het landschap, en in het vlakbij gelegen Bronnetjesbosch ontspringt de Terzieterbeek. In het zuiden en zuidwesten ligt het Beusdalbos. Het kasteel is niet openbaar toegankelijk.

## Opbouw
Het kasteel is gelegen op een omgracht terrein en bestaat uit een donjon, met daaraan vastgebouwd een L-vormige vleugel. Aan het noordelijke uiteinde bevindt zich een kapel. Op de zuidwesthoek bevindt zich een toren en ook is er een torentje aan het binnenplein gesitueerd. Ten oosten van het binnenplein bevindt zich een poortgebouw met brug over de slotgracht.
De muren van de donjon hebben een dikte van twee meter en zijn opgebouwd uit kalksteen. De donjon heeft een gewelfde kamer op de eerste verdieping. Op de donjon zijn op de vier hoeken uitkijktorentjes aangebracht. In de spits is er een klokkentoren aanwezig.

## Geschiedenis

### Bouwgeschiedenis
Volgens de overlevering zou een houten donjon van het kasteel stammen uit de tijd van Karel de Grote. In de 12e of 13e eeuw werd op deze plaats een stenen donjon gebouwd.
Graaf Florent d'Oultremont liet in 1882 belangrijke veranderingen aan het kasteel aanbrengen: er werd een kapel gebouwd, op de binnenplaats een kleine ronde toren, over de grachten een brug; ook kwamen er een poortgebouw en diverse andere werken.

### Bewoningsgeschiedenis
In 1323 wordt er melding gemaakt van een zekere Johan, genaamd Schevart van Oys, die zich ook Van Beusdael noemt. 'Oys' is kasteel Oost bij Maastricht. In 1334 wordt er melding gemaakt van Herman van Abousdale, getrouwd met ene Catherine (geen achternaam bekend). Door het huwelijk van Elisabeth van Beusdael, erfdochter van Beusdael, met Johan van Eys kwam het kasteel rond 1400 in handen van de familie Van Eys. Hun afstammelingen noemden zich "Van Eys, genaamd Beusdael". Zij combineerden in hun wapen het gouden kruis op een rood veld (linksboven de mannelijke zijde) en (rechtsboven, de vrouwelijke zijde) het wapen van de Van Oys/Beusdael: de rechter schuinbalk van goud in een rood veld bezaaid met blokjes van goud. De laatste afstammeling in rechte lijn was Eva van Eys-Beusdael, die in 1577 trouwde met Johan Colyn.

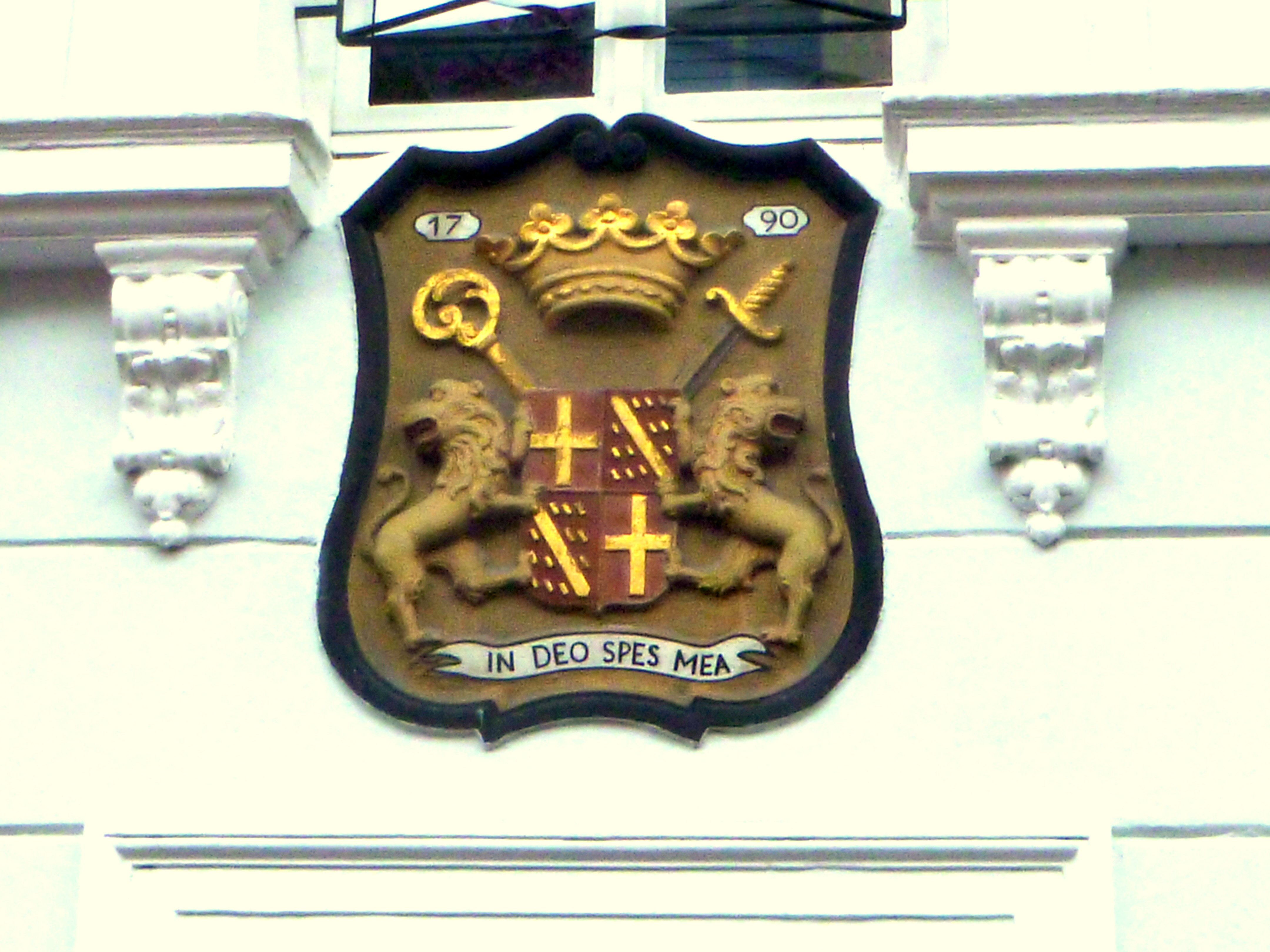
Wapen van het geslacht Van Eys genaamd Beusdael

Johan Colyn was een telg uit het Akense magistratengeslacht Colyn, Door zijn huwelijk met Eva van Eys kwam het kasteel in bezit van dit geslacht. Hun kleinzoon Johan Adolf kocht in 1651 de heerlijke rechten van de Spaanse Kroon, zodat de Colyns zich daarna 'heren van Beusdael' konden noemen.
In 1760 werd het kasteel eigendom van graaf Cesar van Hoensbroeck, vervolgens van diens neef, graaf Pierre Charles François Antoine de Méan. Via het geslacht De Copis kwam het in het bezit van het geslacht d'Oultremont. In 1875 kwam het in handen van graaf Florent Ferdinand J.L. d'Oultremont. Na 1921 wisselde het kasteel enkele malen van bezitter. Anno 2024 is het kasteel nog steeds privé-eigendom.

### Bezittingen van de Van Eys gen. Beusdael in Maastricht en Bemelen
De Van Eys gen. Beusdael bezaten, zoals veel adellijke families, een 'poorthuis' in een nabije stad, in dit geval in Maastricht. Een lid van het geslacht Van Eys ("Herman van Eyse alias Bueysdale") was eind vijftiende eeuw burgemeester van Maastricht, van Brabantse zijde. Mogelijk was hij het die de zogenoemde Poort van Beusdael als 'pied-à-terre' in het stadsdeel Wyck liet bouwen. Samen met het kasteel ging het Maastrichtse huis in 1577 over naar de familie Colyn. In 1686 werd het door Jan Adolf Colyn van Beusdael, daartoe gedwongen door financiële moeilijkheden, voor 4300 gulden verkocht. Het gebouw aan de Hoogbrugstraat nr. 43 bestaat nog steeds en is sinds 1966 een rijksmonument.
Ook de Beusdaelshof in het gehucht Sint Antoniusbank bij Bemelen behoorde tot de bezittingen van de heren van Beusdael. Vanwege de eerder genoemde financiële problemen van Jan Adolf Colyn, werd het in 1685 verpand voor ruim 11.000 gulden. Het is niet bekend of het daarna nog in het bezit van de familie Colyn is teruggekeerd. Het herenhuis in Bemelen is in 1859 gesloopt, maar de bijbehorende boerenhoeve is een rijksmonument.